# Allotropa prosper
Allotropa prosper är en stekelart som först beskrevs av Nixon 1942.  Allotropa prosper ingår i släktet Allotropa och familjen gallmyggesteklar. Inga underarter finns listade i Catalogue of Life.